# Ko Phai
Ko Phai (เกาะไผ่), est une île Thaïlandaise située dans la baie de Bangkok, à une dizaine de kilomètres de l'île de Ko Lan et à vingtaine de kilomètres de la station balnéaire de Pattaya, dans la province de Chonburi (Amphoe Bang Lamung).
À proximité se trouvent deux petites îles : Ko Lueam, Ko Kluengbadan et Ko Manrawichai.